# Balm bei Günsberg
Balm bei Günsberg (gsw. Baum bi Günschbrg) – miejscowość i gmina w Szwajcarii, w kantonie Solura, w jednostce administracyjnej (Amtei) Solura-Lebern, w okręgu Lebern.

## Demografia
W Balm bei Günsberg mieszkają 223 osoby. W 2021 roku 11,7% populacji gminy stanowiły osoby urodzone poza Szwajcarią. 